# Іван Перес (ватерполіст)
Іван Перес (ісп. Iván Pérez, 29 червня 1971) — кубинський ватерполіст.
Учасник Олімпійських Ігор 1992, 2004, 2008, 2012 років.
Чемпіон світу з водних видів спорту 1998, 2001 років, призер 2007, 2009 років.